# Semperit-Klischee
Das Semperit-Klischee ist ein aus Kunststoffen und Kautschukprodukten hergestelltes Klischee, welches einen wesentlichen Beitrag zur Erleichterung von Druckverfahren nach sich zog. Das erste Patent für eine elastische Druckform aus Gummi erhielt Friedrich Trözmüller 1926. 1935 legte er der Firma Österreichisch-Amerikanische Gummiwerke AG (später Semperit AG) sein Konzept vor, das weiterentwickelt später als „Semperit-Klischee“ im Buchdruck weltweit Verwendung fand.

## Patentgeschichte
Unter der Patent-Nummer 156722 vom 28. August 1926 wurde die „Elastische Druckform aus Gummi“ eingetragen. Die Patente 156821 vom 25. März 1937 und Patent Nummer 156270 vom 30. Juni 1937 behandelten weitere Verfeinerungen im Detail der verwendeten Kunststoff-Faserstoffe und das Patent Nummer 156535 vom 24. Jänner 1938 definierte als Erweiterung eine Reliefschichte für das Grundpatent aus 1926.